# Makedonsk (sprog)
 Denne artikel bør gennemlæses af en person med fagkendskab for at sikre den faglige korrekthed.

 For alternative betydninger, se Makedonsk. (Se også artikler, som begynder med Makedonsk)
Makedonsk (makedonsk: македонски јазик, tr. makedonski jazik, IPA: [maˈkɛdɔnski ˈjazik]) er et sydslavisk sprog, der tales af 1.407.810(2011). Makedonsk er det officielle sprog i Nordmakedonien og tales endvidere af mindretal i Grækenland og Bulgarien. Desuden er der betydelige makedonske diaspora i Canada, Australien, USA, New Zealand og Nordeuropa (Sverige, Tyskland og Danmark).

## Genealogi
Sproget hører til den indoeuropæiske sprogfamilie og herunder til gruppen af slaviske sprog, hvorunder det regnes til de sydslaviske sprog. Inden for sydslavisk er makedonsk det vestlige medlem af østsydslavisk.

## Slægtskab

### Nærmeste genetiske slægtninge
Makedonsk sprogs nærmeste genetiske slægtninge er:
- Sydslavisk
  - Østlige gruppe
    - oldkirkeslavisk
      - bulgarsk
      - makedonsk
      - kirkeslavisk

  - Vestlige gruppe
    - serbokroatisk
      - serbisk
      - bosnisk
      - kroatisk
      - montenegrinsk

    - slovensk

Slægtskabet med bulgarsk er så tæt, at det er et bulgarsk standpunkt, at makedonerne og deres sprog indgår i et større bulgarsk hele. Dette har medført den bulgarsk-makedonske sprogstrid, der har varet ved siden 1944, hvor Republikken Makedonien blev erklæret i det tidligere Sydserbien. Synspunktet i Republikken Nordmakedonien, som landet i dag hedder, er, at alt slavisk, som tales i geografisk Makedonien og Epirus, er makedonsk. Hermed omfattes både enkelte landsbyer i Albanien, hele den græske provins Makedonia (græsk: Μακεδονία) (også kaldet Ægæisk Makedonien — makedonsk: Егејска Македонија, tr. Egejska Makedonija) og det bulgarske Pirinski Kraj (også kaldet Pirin-Makedonien — makedonsk: Пиринска Македонија, tr. Pirinska Makedonija, svarende til provinsen Blagoevgrad i Bulgarien). Det udspringer af, at Makedonien blev delt tvangsmæssigt af parterne i 1. og 2. Balkankrig 1912-1913, og den (nord-)makedonske holdning er, at området inden da udgjorde et hele, som også gjaldt det lokale slaviske sprog. Sprogforskere uden for Balkanhalvøen kaldte indtil 1944 dette sprog for bulgarsk.
Det bulgarske standpunkt er strukturelt betinget, dvs. at makedonsk og dets dialekter passer ind i den struktur og det ordforråd, som også bulgarsk og dets dialekter har. Den indbyrdes sproglige forståelighed mellem en bulgarer og en makedoner er derfor så høj, at man må regne dem for samme sprog. Det makedonske standpunkt er politisk betinget, dvs. betinget af den grænsedragning, som skiftende balkanske magter har lavet for Makedonien. Tilsvarende politisk betingede sproggrænser findes også andre steder, f.eks. mellem slovensk og kroatisk, tysk-nederlandsk og svensk-dansk, men uden at vække tilsvarende kontroverser.
Mere end på slovensk og ukrainsk ligger makedonsk og søstersproget bulgarsk typologisk tættere på nabosprogene græsk, albansk og balkanromansk (specielt aromunsk og meglenorumænsk, fjernere tillige rumænsk), med hvilke de danner det balkanske sprogforbund.
Retskrivningen er lånt fra den serbokroatiske kyrilliske tradition (serbisk).
Oldtidens makedonske sprog har ikke noget at skaffe med det moderne makedonske sprog. Oldtidens Makedonien, som det udstrakte sig under kong Philip II Makedoneren (far til Aleksander den Store), faldt nogenlunde sammen med nutidens græske provins Makedonia. Sproget uddøde i oldtiden, hvor det blev assimileret i græsk, senest omkring år 200 f.v.t.

## Alfabetet
Makedonsk skrives med en variant af det kyrilliske alfabet. Det moderne makedonske alfabet er dannet i 1944 som en modifikation af det serbiske kyrilliske, hvor ќ benyttes for ć, og ѓ benyttes for đ. Nyt bogstav i forhold til serbisk kyrillisk er ѕ for affrikatet /dz/; det fandtes i oldkirkeslavisk under betegnelsen izhitsa. Schwa-lyden har ikke eget bogstav, men gengives med apostrof. Dens status i makedonsk fonetik og retsskrivning er omdiskuteret, se nedenfor.
| Makedonsk        | Аа  | Бб  | Вв  | Гг  | Дд  | Ѓѓ  | Ее  | Жж    | Зз  | Sѕ   | Ии  | Јј   | Кк   | Лл       | Љљ  | Мм  |
| ---------------- | --- | --- | --- | --- | --- | --- | --- | ----- | --- | ---- | --- | ---- | ---- | -------- | --- | --- |
| Navn             | а   | бъ  | въ  | гъ  | дъ  | ѓъ  | е   | жъ    | зъ  | ѕъ   | и   | јъ   | къ   | лъ       | љъ  | мъ  |
| IPA              | /a/ | /b/ | /v/ | /g/ | /d/ | /ɟ/ | /ɛ/ | /ʒ/   | /z/ | /dz/ | /i/ | /j/  | /k/  | /ɫ/, /l/ | /ʎ/ | /m/ |
| Translitteration | a   | b   | v   | g   | d   | g'  | e   | ž     | z   | dz   | i   | j    | k    | l        | lj  | m   |
| Makedonsk        | Нн  | Њњ  | Оо  | Пп  | Рр  | Сс  | Тт  | Ќќ    | Уу  | Фф   | Хх  | Цц   | Чч   | Џџ       | Шш  |     |
| Navn             | нъ  | њъ  | о   | пъ  | ръ  | съ  | тъ  | ќъ    | у   | фъ   | хъ  | цъ   | чъ   | џъ       | шъ  |     |
| IPA              | /n/ | /ɲ/ | /ɔ/ | /p/ | /r/ | /s/ | /t/ | /c/   | /u/ | /f/  | /x/ | /ts/ | /tʃ/ | /dʒ/     | /ʃ/ |     |
| Translitteration | n   | nj  | o   | p   | r   | s   | t   | k', ć | u   | f    | h   | c    | č    | dž       | š   |     |

'Forklaring': Navn er bogstavets navn på Makedonsk, IPA er værdierne i henhold til det internationale fonetiske alfabet. Translitteration er den, som er internationalt gængs. I SMS-er eller e-mail findes yderligere varianter især for ќ ("k", "kj", "kk") og ѓ ("g", "gj", "gg", "dj").
Accenttegn forekommer regelmæssigt for at skelne homofone ord fra hinanden, f. eks. ѝ /i/ "til hende" over for и /i/ "og", нѐ /ne/ "os (pers. pron. 1. ps. pl. akk.)" over for не /ne/ "ikke; nej". 

## Fonetik
Makedonsk fonetik har mange fællestræk med de omkringliggende nabosprog, især med aromunsk, albansk, serbokroatisk og bulgarsk.

### Vokaler
Officielle makedonske sprogbeskrivelser regner normalt med 5 fonemer — /a/, /e/, /i/, /o/, /u/ — samt det syllabiske /r/ som del af den makedonske vokalbestand. Til billedet bør dog medregnes schwa /ə/, som udtales i en række ord, f.eks. fəstək фистак "jordnød" og ərž 'рж "rug". Når schwa skal gengives i skriftsproget, bruges apostroffen ' eller а, i faglitteraturen tillige ъ (golem er).
Der skelnes ikke mellem korte og lange vokaler. Som følge af bortfaldet af intervokaliske konsonanter, især af /h/ i de toneangivende dialekter (Bitola, Veles, Prilep, Krusevo) er der opstået kontaminationer af forskellige vokaler, især /a/ + /a/, f.eks. ima "han har" men imaa "de havde". Morfofonematisk er der tale om to distinkte lyd, og i langsom udtale kan de også høres distinkt.

### Konsonanter
Den makedonske konsonantbestand reflekteres nøje i skriftsproget og fremgår af afsnittet om alfabetet.
Særlige regler: Der er ikke konsonantfordobling. Der er regressiv stemthedsassimilation, hvorved klusilers og pausers stemthed/ustemthed overføres til foregående klusiler og hvislelyd. Den regressive stemthedsassimilation bevirker, at alle konsonanter undtagen likvider og nasaler afstemmes i udlyd. Som følge af bortfaldet af oldslaviskens halvvokaler hen mod år 1000 er der som i andre slaviske sprog opstået en mængde lukkede stavelser i arveordene, og der er også kommet konsonantklynger til, der ikke fandtes i oldslavisken, f.eks. oldslavisk съдравъ /sъdravъ/ sund → makedonsk здрав /zdraf/ sund.

### Prosodi
Betoningen tilstræber at være proparoxytonal, dvs. på ordets 3.-sidste stavelse. Reglen berører også enklitika, der i balkanslavisk regnes for en del af ordet. Eksempel:  'daj giv (2. pers. sing.),  'dajte (2. pers. plur.),  'dajte mi giv mig! og  daj'te mi go giv mig den.
I fremmedord af ikke-slavisk herkomst kan betoningen ligge samme sted som i donorsproget; specielt i tyrkismer, der i reglen har endebetoning, foreskriver normen at lægge betoningen på næstsidste stavelse.
I lighed med andre balkansprog (minus græsk) har makedonsk i fremsættende sætninger faldende taletaktrytme, hvor pitchen er højere i starten af sætningen og falder jævnt hen imod slutningen.
Vokalreduktion, som det kendes fra en række andre balkansprog i form af hævning af tungen ved ubetonede vokaler, især bulgarsk, og, på morfofonematisk niveau tillige på albansk og balkanromansk, er fraværende i makedonsk standard. Vokalreduktionen er dog mærkbar i de østlige dialekter — Kamenica, Berovo, Strumica, hele Pirin-Makedonien og syd herfor.

## Morfologi og morfosyntaks
Makedonsk deler de analytiske tendenser, der også gælder for andre balkansprog, inden for nominalsystemet, mens verbalsystemet i stort omfang har bibeholdt og i nogen grad udbygget den syntetiske struktur i det oldslaviske verbalsystem, både i tale og skrift.

### Substantiver
Substantiverne har de morfologiske kategorier numerus (herunder almindelig numerus, en tælleform for maskuliner samt en kollektiv), genus, bestemthed (tre grader: neutral med formansen -t-, nær med formansen -v-, fjern med formansen -n-), vokativ. Kasus er bortfaldet, men findes dog relikt på enkelte maskuline proprier, hvor der bøjes i nominativ på -Ø, akkusativ på -a og genitiv-dativ på -u.
| Kategori   | Parametre  | Underparametre | učitel lærer (maskulinum) | žena kvinde (femininum) | selo landsby (neutrum) |
| ---------- | ---------- | -------------- | ------------------------- | ----------------------- | ---------------------- |
| Singularis | Ubestemt   | Ubestemt       | učitel-Ø                  | žena-Ø                  | selo-Ø                 |
| Singularis | Bestemt    | Neutral        | učitel-ot                 | žena-ta                 | selo-to                |
| Singularis | Bestemt    | Nær            | učitel-ov                 | žena-va                 | selo-vo                |
| Singularis | Bestemt    | Neutral        | učitel-on                 | žena-na                 | selo-no                |
| Pluralis   | Ubestemt   | Ubestemt       | učitel-i                  | žen-i                   | sel-a                  |
| Pluralis   | Bestemt    | Neutral        | učitel-ite                | žen-ite                 | sel-ata                |
| Pluralis   | Bestemt    | Nær            | učitel-ive                | žen-ive                 | sel-ava                |
| Pluralis   | Bestemt    | Fjern          | učitel-ine                | žen-ine                 | sel-ana                |
| Vokativ    | Singularis | Singularis     | učitel-e                  | žen-o                   | sel-o                  |
| Vokativ    | Pluralis   | Pluralis       | učitel-i                  | žen-i                   | sel-a                  |
| Tælleform  | Ubestemt   | Neutral        | (tri) učitel-a            | (tri) žen-i             | (tri) sel-a            |
| Tælleform  | Bestemt    | Neutral        | (trite) učitel-i          | (trite) žen-i           | (trite) sel-a          |

Ovenstående mønster angiver default-værdierne. Der er mange regler for pluralisdannelsen, især for maskulinerne, hvor f.eks. enstavelsesord tager endelsen -ovi (cev rør → cevovi) og i ord med udlyd på -k, -g, -h (og -v som kommer af historisk -h) forvandles slutkonsonanten til hhv. -c, -z, -s (jazik tunge, sprog → jazici; biolog biolog → biolozi; vlav aromuner → vlasi) (2. palatalitetsregel). Endvidere er der en del rester af dualis, herunder tælleformen.

### Verber
Verbalklassen har de morfosyntaktisk udtrykte kategorier person, numerus, tempus, modus, aspekt, verbal genus og evidentialitet (også kaldet admirativ eller narrativ). De sammensatte tider perfektum og pluskvamperfektum kan tillige markere nominal genus.
Som følge af en almindelig tendens i balkansprogene er infinitiven, som kendes fra oldslavisk og moderne slaviske sprog længere nordpå, forsvundet sporløst. Når man vil slå verbet op i ordbøger, skal man kigge efter formen for 3. pers. sing.
I lighed med andre slaviske sprog har makedonsk også verbalt aspekt, nemlig perfektivt og imperfektivt. Aspekt dannes både ved præfigering, suffigering, vekslen mellem deklinationstyper og (sjældent) suppletivt. I det makedonske deklinationssystems fortider er deres brug for 98%-99% vedkommende noget nær komplementær, f.eks. bruges der imperfektivt aspekt til dannelse af imperfekt tempus og perfektivt aspekt til dannelse af perfektum tempus og yderst sjældent omvendt. Grundet denne automatik er skelnen mellem perfektivt og imperfektivt aspekt mest relevant ved udtrykt for evidentiel fremtid samt non-evidentielle tider.
Eneste verbum med uregelmæssig deklination er kopulaverbet sum.
| Tal        | Person | Pronomen | Præsens | Imperf. og aorist     | Perfektum | Perfektum    | Pluskvamperfektum | Pluskvamperfektum | Futurum 1   | Futurum 1  |
| Tal        | Person | Pronomen | Præsens | Imperf. og aorist     | sum       | habeo        | sum               | habeo             | Imperfektiv | Perfektiv  |
| ---------- | ------ | -------- | ------- | --------------------- | --------- | ------------ | ----------------- | ----------------- | ----------- | ---------- |
| Singularis | 1.     | jas      | sum     | bev                   | sum bil   | imam bideno  | bev bil           | imav bideno       | k'e sum     | k'e bidam  |
| Singularis | 2.     | ti       | si      | beše                  | si bil    | imaš bideno  | beše bil          | imaše bideno      | k'e si      | k'e bideš  |
| Singularis | 3.     | toj      | e       | beše                  | bil       | ima bideno   | beše bil          | imaše bideno      | k'e e       | k'e bide   |
| Singularis | 3.     | taa      | e       | beše                  | bila      | ima bideno   | beše bila         | imaše bideno      | k'e e       | k'e bide   |
| Singularis | 3.     | toa      | e       | beše                  | bilo      | ima bideno   | beše bilo         | imaše bideno      | k'e e       | k'e bide   |
| Pluralis   | 1.     | nie      | sme     | bevme (udtales befme) | sme bile  | imame bideno | bevme bile        | imavme bideno     | k'e sme     | k'e bideme |
| Pluralis   | 2.     | vie      | ste     | bevte (udtales befte) | ste bile  | imate bideno | bevme bile        | imavte bideno     | k'e ste     | k'e bidete |
| Pluralis   | 3.     | tie      | se      | bea                   | bile      | imat bideno  | beše bile         | imaa bideno       | k'e se      | k'e bidat  |

Negation af verbet dannes ved at stille partiklen ne foran det flekterede verbum; dette sker dog ikke, når verbet er "habeo"-verbet ima, hvor der i stedet bruges den sammentrukne form nema. Ved negering af futuraene skrives nema da, f.eks. nema da bidam vo Bitola "jeg vil ikke være i Bitola".
| Tal        | Person | Pronomen | Præsens | Imperf. | Aorist   | Perfektum | Perfektum     | Pluskvamperfektum | Pluskvamperfektum | Futurum 1   | Futurum 1   |
| Tal        | Person | Pronomen | Præsens | Imperf. | Aorist   | sum       | habeo         | sum               | habeo             | Imperfektiv | Perfektiv   |
| ---------- | ------ | -------- | ------- | ------- | -------- | --------- | ------------- | ----------------- | ----------------- | ----------- | ----------- |
| Singularis | 1.     | jas      | jadam   | jadev   | izedov   | sum izel  | imam jadeno   | bev izel          | imav izedeno      | k'e jadam   | k'e izedam  |
| Singularis | 2.     | ti       | jadeš   | jadeše  | izede    | si izel   | imaš izedeno  | beše izel         | imaše izedeno     | k'e jadeš   | k'e izedeš  |
| Singularis | 3.     | toj      | jade    | jadeše  | izede    | izel      | ima izedeno   | beše izel         | imaše izedeno     | k'e jade    | k'e izede   |
| Singularis | 3.     | taa      | jade    | jadeše  | izede    | izela     | ima izedeno   | beše izela        | imaše izedeno     | k'e jade    | k'e izede   |
| Singularis | 3.     | toa      | jade    | jadeše  | izede    | izelo     | ima izedeno   | beše izelo        | imaše izedeno     | k'e jade    | k'e izede   |
| Pluralis   | 1.     | nie      | jademe  | jadevme | izedovme | sme izele | imame izedeno | bevme izele       | imavme izedeno    | k'e jademe  | k'e izedeme |
| Pluralis   | 2.     | vie      | jadete  | jadevte | izedovte | ste izele | imate izedeno | bevme izele       | imavme izedeno    | k'e jadete  | k'e izedete |
| Pluralis   | 3.     | tie      | jadat   | jadea   | izedoa   | izele     | imaat izedeno | bea izele         | imaa izedeno      | k'e jadat   | k'e izedat  |

Betegnelsen evidentiel/non-evidentiel, som stammer fra den amerikanske lingvist Victor Friedman, dækker over sagsforhold, som er bevidnede af taleren eller ikke-bevidnede. Non-evidentiel benyttes både i folkeeventyr og vittigheder, udveksling af sladder og publicistisk til gengivelse af informationer, som journalisten ikke har bevidnet og hvis indhold han ikke vil stå til ansvar for. En anden brug er som admirativ, f.eks. ved beundring: Ti mnogu si se brzel vo trkata! (adm.) "Ih, du var godt nok hurtig i løbet! (beundring)" over for Ti mnogu si se brzil vo trkata. (non-evidentiel) "Du var hurtig i løbet." (konstaterende) Stammen til non-evidentielle former dannes af imperfektum-stammen med tilføjelse af -l-.

### Adjektiver
Adjektiverne har de morfosyntaktisk udtrykte kategorier numerus, genus, bestemthed, grad. Adjektivet står foran substantivet. Gradbøjningen sker ved brug af de præpositive morfemer po for komparativ og naj for superlativ. I grafien angives de agglutinativt, f.eks. god dobar (positiv), podobar (komparativ) og najdobar (superlativ). Da morfemerne imidlertid er betonede i udtalen, er de morfosyntaktisk anskuet separate ord, altså partikler.

### Talord
Talordene er arveord frem til 999 og dannes som på f.eks. serbokroatisk og bulgarsk. Tallet 1000 er iljada, et lån fra græsk, mens milijon og milijard er lånt fra fransk/italiensk via et eller flere af nabosprogene.
| Arabertal | Kardinaltal                                    | Ordenstal                                              | "Personlige"     |
| --------- | ---------------------------------------------- | ------------------------------------------------------ | ---------------- |
| 1         | eden, edna, edno, edni                         | prv, prva, prvo, prvi                                  | —                |
| 2         | dva, dve                                       | vtor, vtora, vtoro, vtori                              | dvajca           |
| 3         | tri                                            | treti, treta, treto, treti                             | trojca           |
| 4         | četiri                                         | četvrti, četvrta, četvrto, četvrti                     | četvorica        |
| 5         | pet                                            | petti, petta, petto, petti                             | petmina          |
| 6         | šest                                           | šesti, šesta, šesto, šesti                             | šestmina         |
| 7         | sedum                                          | sedmi, sedma, sedmo, sedmi                             | sedumina         |
| 8         | osum                                           | osmi, osma, osmo, osmi                                 | osummina         |
| 9         | devet                                          | deveti, deveta, deveto, deveti                         | devetmina        |
| 10        | deset                                          | deseti, deseta, deseto, deseti                         | desetmina        |
| 11        | edinaeset                                      | edinaesti, edinaesta, edinaesto, edinaesti             | edinaesetmina    |
| 12        | dvanaeset                                      | dvanaesti, dvanaesta, dvanaesto, dvanaesti             | dvanaesetmina    |
| 13        | trinaeset                                      | trinaesti, trinaesta, trinaesto, trinaesti             | trinaesetmina    |
| 14        | četirinaeset                                   | četirinaesti, četirinaesta, četirinaesto, četirinaesti | četirinaesetmina |
| 15        | petnaeset                                      | petnaesti, petnaesta, petnaesto, petnaesti             | petnaesetmina    |
| 16        | šestnaeset                                     | šestnaesti, šestnaesta, šestnaesto, šestnaesti         | šestnaesetmina   |
| 17        | sedumnaeset                                    | sedumnaesti, sedumnaesta, sedumnaesto, sedumnaesti     | sedumnaesetmina  |
| 18        | osumnaeset                                     | osumnaesti, osumnaesta, osumnaesto, osumnaesti         | osumnaesetmina   |
| 19        | devetnaeset                                    | devetnaesti, devetnaesta, devetnaesto, devetnaesti     | devetnaesetmina  |
| 20        | dvaeset                                        | dvaesti, dvaesta, dvaesto, dvaesti                     | dvaesetmina      |
| 21        | dvaeset i eden, dvaeset i edna, dvaeset i edno | dvaeset i prv, dvaeset i prva, dvaeset i prvo          | dvaeset i eden   |
| 22        | dvaeset i dva, dvaeset i dve                   | dvaeset i vtor, dvaeset i vtora, dvaeset i vtoro       | dvaeset i dvajca |
| 30        | trieset                                        | triesetti, triesetta, triesetto, triesetti             | triesetmina      |
| 40        | četirieset                                     | četirieseti, četirieseta, četirieseto, četirieseti     | četiriesetmina   |
| 50        | pedeset                                        | pedestti, pedestta, pedestto, pedestti                 | pedesetmina      |
| 60        | šeeset                                         | šeesti, šeesta, šeesto, šeesti                         | šeesetmina       |
| 70        | sedumdeset                                     | sedumdeseti, sedumdeseta, sedumdeseto, sedumdeseti     | sedumdesetmina   |
| 80        | osumdeset                                      | osumdeseti, osumdeseta, osumdeseto, osumdeseti         | osumdesetmina    |
| 90        | devedeset                                      | devedeseti, devedesta, devedesto, devedesti            | devedesetmina    |
| 100       | sto                                            | stoti, stota, stoto, stoti                             | stomina          |
| 200       | dvesta                                         | dvestoti, dvestota, dvestoto, dvestoti                 | dvestamina       |

## Syntaks
I fremsættende sætninger er ordfølgen S-V-O hyppigst, men alle rækkefølger af leddene er mulige, især i talesproget. Lukkede spørgsmål fremsættes ved hjælp af interrogative partikler li, dali og a. Mens dali og det mindre brugte a sædvanligvis er sætningsinitiale og altid foran verbet, er li postpositiv og placeres umiddelbart efter spørgsmålets tema.
| Tema                | Almindelig konstruktion  | Mere vernakulær          | Oversættelse                       |
| ------------------- | ------------------------ | ------------------------ | ---------------------------------- |
| Subjektet "kvinden" | Ženata li go jade lebot? | Lebot ženata li go jade? | Er det kvinden, som spiser brødet? |
| Objektet "brødet"   | Lebot li go jade ženata? | Ženata lebot li go jade? | Er det brødet, som kvinden spiser? |
| Verbalet "spiser"   | Go jade li ženata lebot? | Ženata go jade li lebot? | Spises mon brødet af kvinden?      |

## Miniparlør
| Dansk                         | Makedonsk transskriberet | Makedonsk med kyrillisk  |
| ----------------------------- | ------------------------ | ------------------------ |
| Velkommen!                    | Dobre dojdovte!          | Добре дојдовте!          |
| Tak, fordi vi måtte komme!    | Dobro se najdovme!       | Добро се најдовме!       |
| Goddag!                       | Dobar den!               | Добар ден!               |
| Hvordan har De det?           | Kako ste?                | Како сте?                |
| Hej!                          | Zdravo!                  | Здраво!                  |
| Hvordan går det?              | Što praviš?              | Што правиш?              |
| Nåh, hvad så?                 | Kade si?                 | Каде си?                 |
| Farvel!                       | Do viduvanje!            | До видување!             |
| Tak!                          | Blagodaram!              | Благодарам!              |
| Undskyld!                     | Izvinite!                | Извините!                |
| Pas på!                       | Vnimavajte! Pazite!      | Внимавајте! Пазите!      |
| Stands, eller jeg skyder!     | Stoj — k'e pukam!        | Стој — ќе пукам!         |
| Hvad hedder du?               | Kako se vikaš?           | Како се викаш?           |
| Jeg hedder Aleksandar.        | Jas se vikam Aleksandar. | Јас се викам Александар. |
| Hvor er du fra?               | Od kade si?              | Од каде си?              |
| Jeg er fra Danmark            | Jas sum od Danska        | Јас сум од Данска        |
| Ja!                           | Da!                      | Да!                      |
| Nej!                          | Ne!                      | Не!                      |
| Goddag! Hvad skulle det være? | Dobar den! Što sakate?   | Добар ден! Што сакате?   |
| Jeg vil gerne have en is!     | Sakam eden sladoled!     | Сакам еден сладолед!     |
| Beklager, vi har ingen is!    | Za žal, nemame sladoled! | За жал, немаме сладолед! |
| Er der øl?                    | Dali ima pivo?           | Дали има пиво?           |
| Ja, det er der!               | Da, ima!                 | Да, има!                 |
| Så stik mig en kasse øl!      | Togaš dajte gajba pivo!  | Тогаш дајте гајба пиво!  |
| Hvor er du sød!               | Ti si srce!              | Ти си срце!              |
| Jeg elsker dig!               | Te sakam!                | Те сакам!                |